# Dj Horg
Félix-Antoine Leroux, mieux connu sous le nom de DJ Horg, est un DJ, producteur musical, rappeur, et acteur québécois. Il est reconnu comme une figure fondatrice de la scène hip-hop québécoise. Enfant et adolescent, Leroux était principalement connu pour ses rôles dans Paul, Marie et les Enfants (1985-1987), La Grenouille et la Baleine (1987), et Watatatow (1991-1992). Vers le milieu des années 90, Leroux s'éloigne des plateaux de tournage pour devenir Dj et producteur hip-hop. Avec le pseudonyme DJ Horg, il réalise l'album Karnageez N' Kombinn Lakaill (1997) de KZ Kombination.
Par la suite, Leroux contribue un travail prolifique avec une panoplie d'artistes du hip-hop québécois. Néanmoins, c’est sa longue collaboration avec Samian qui lui vaut le plus d’éloges. Leroux réalise les trois premiers albums de l’artiste Face à soi-même (2007), Face à la musique (2011), et Enfants de la terre (2014). Au gala de l'ADISQ dans la catégorie meilleur album hip-hop, le premier et le troisième sont nommés, tandis que le deuxième gagne.
D’autres réalisations notables qui ont reçu des nominations a l’ADISQ incluent Un gars de même (2005) de Sir Pathétik, Et7era (2010) de Anodajay, Radiothérapie (2014) de Dramatik, et Grosso modo (2018) avec son duo Seba et Horg.

## Biographie

### Carrière d'acteur et transition vers la musique (1985-1996)
De 1985 à 1987, Leroux est un des acteurs principaux du téléroman humoristique Paul, Marie et les Enfants. L'émission de 57 épisodes présente le quotidien d'une famille québécoise. En 1988, il joue dans La Grenouille et la Baleine de Jean-Claude Lord. Le film met en vedette Fanny Lauzier dans le rôle de Daphné une jeune fille qui connaît une relation exceptionnelle avec les baleines et les dauphins grâce à son ouïe très développée, sa vie bascule quand son grand-père prend la décision de vendre l’auberge du bord de mer où elle réside. Leroux dans le rôle de son frère Alexandre l'accompagne dans cette aventure. Il est le sixième film et le plus populaire de la série Contes pour tous. Il est primé et présenté dans divers festivals à l'international. Avec 240 000 spectateurs en salles, le film cultive le plus grand auditoire Canadien pour l'année 1989.
En 1988, il fait partie des co-animateurs et joue divers roles dans l'émission de sketchs Charamoule[réf. nécessaire]. En 1990, Leroux joue le role du mage jaune dans le deuxième épisode de l'émission Les Filles de Caleb. En 1991, l'émission Watatatow commence, il joue le rôle de Bérubé jusqu'en 1992[réf. nécessaire].
Vers le milieu des années 1990, Leroux explique qu'il se dirige vers le hip-hop et s'éloigne des plateaux de tournage. Il prend le nom de DJ Horg et se spécialise en scratch et en production de beat.
En 1996, dans le film Le Cri de la nuit, il joue aux côtés de Pierre Curzi et Louise Richer .

### Début de carrière et percée musicale  (1997-2007)
En 1997, Leroux réalise l'album Karnageez n' Kombinn Lakaill de KZ Kombination. Le projet deviens le premier album de rap créole québécois. Samuel Daigle-Garneau dans son article pour HHQC écrit "à l'époque bien reçu par la critique, Karnageez n' Kombinn Lakaill représente une importante brique pour le hip-hop au Québec".
En 2000, il produit les scratchs pour les chansons Mar de la vie, Nota Bene, et 1Lov Family, sur la compilation Montréalité.
Avec son nom d'artiste, il sort la compilation Narcotik sonore en 2001. Tout en produisant toute la musique, il invite un mélange de rappeurs montréalais francophones et anglophones et, sur certains morceaux, il participe au rap. Éric Pazarelli dans sa critique pour le Voir donne à l'album quatre étoiles sur cinq. Il dit que "DJ Horg est un touche-à-tout qui manipule sa console avec brio, ses platines, avec frénésie et son micro, avec assurance" et rajoute que les artistes "posent leurs voix sur des rythmes affirmés et des ambiances musicales variées, concoctés de manière à créer une dépendance sans effets secondaires autres que de vouloir écouter cette compil à répétition".
Cette même année, Leroux joue le rôle d'un voleur dans l'émission Si la tendance se maintient.
En 2002, Leroux travaille sur l'album Street life de Vaï, il produit les scratchs pour les chansons Pour ceux, On fait le tour, et Plus ou moins. En 2003, Leroux travaille avec Anodajay sur l'album Premier VII, et se réunissent pour Septentrion en 2006. En 2004, sur l'album éponyme de Damien, il est un artiste invité sur la chanson Moi et les miens.
En 2005 , Leroux réalise l'album Un gars de même de Sir Pathétik. L'année suivante, l'album est nommé au gala de l'ADISQ dans la catégorie hip-hop.
En 2006, Leroux avec B.D.S. et Sola sont des artistes invité sur la chanson Hip Hop de l'album Mon Show Réalité Épisode 1 de C-drik.
En 2007, Samian (Samuel Tremblay) sort l'album Face à soi-même, qui est nommé au gala de l'ADISQ de 2008, pour l'album hip-hop de l'année. Leroux produit et enregistre une bonne partie de l'album, de plus il performe tous les scratchs. À partir de ce point, Leroux réalisera tous les albums de Tremblay.  
Cette même année, Leroux joue le role du Dj dans le premier épisode Bob Gratton : Ma vie, My Life.  

### Succès subséquent (2008-2019)
En 2008, Leroux mixe, masterize, et produit les scratchs pour l'album Kill The Messenger de No Reason.
En 2010, l'album Et7era de Anodajay sort, Leroux et l'artiste sont crédités pour la réalisation. Anodajay explique que pour écrire à son gout il s'est réfugié dans le chalet de Leroux. Olivier Robillard-Laveaux de Voir donne l'album trois étoiles et demie sur cinq et dis que l'album "s’avère plus groovy (voire funk) qu’il se démarque". Marjorie Wirzbicki du journal Métro décrit l'album "hétéroclite et néanmoins harmonieux". Stéphane Martel de Socan Magazine dis "un album à la réalisation soignée, aux grooves funky diablement efficaces et aux arrangements encore plus recherchés". L'année suivante, dans la catégorie hip-hop au gala de l'ADISQ, l'album est nommé.
En 2011, Leroux enregistre le Ep Antidote pour l'artiste Le Dud3. Aussi cette année, l'album de Samian Face à la musique gagne dans la catégorie hip-hop au gala de l'ADISQ.
En 2012, Leroux, divers rappeurs et hiphopfranco.com supportent la grève étudiante québécoise de 2012, et l'expriment sur la compilation Printemps érable. Aussi cette année, il se joint au collectif 12 Singes.
En 2013, il enregistre l'album de Scamp. Cette année, il est un artiste invité sur la chanson L'union fait l'écorce pour l'album Abris-Tempos de D-Track.
En 2014, Samian sort l'album Enfants de la terre avec Leroux à la production musicale. Ils font un album avec des sons jazz, classique, slam, et reggae. Cette année, une autre réalisation de Leroux fait sa sortie, Radiothérapie de Dramatik. L’année suivante, les deux albums sont nommés dans la catégorie ''Album de l’année - Hip-Hop'' au gala de l'ADISQ.
Aussi en 2014, Leroux est le compositeur du documentaire Les Sceaux D'Utrecht de Paul Bossé[réf. nécessaire].
En 2018, Leroux participe au morceau Anti-système avec S-Claves Modernes et Cavaliers noirs. Cette même année, Leroux  animait Sur le corner à CIBL-FM et reçoit le rappeur Séba (Éric Brousseau) comme invité. Leroux et Brousseau étaient amis lorsqu'ils étudiaient au Cégep du Vieux Montréal dans les années 1990, et en 2008 ils se croisent une seule fois au Gala de l'ADISQ. Après l'emission, ils décident de former le groupe Seba et Horg. Cette même année l'album Grosso modo fait sa sortie. Pour leur premier single, Vintage à l'os, le duo rencontre le succès avec 1,6 million de vues sur Facebook et 125 000 sur YouTube. Ils sont nommés dans la catégorie ''Album de l’année - Hip-Hop'' au gala de l'ADISQ.
En 2019, ils reçoivent une nomination pour le vidéoclip de l'année au gala de l'ADISQ, avec le vidéoclip Magasin à un dollar. Le vidéoclip contient plusieurs personnalités québécoises, qui inclut France Castel, Fabien Dupuis, Guillaume Lemay-Thivierge, Guylaine Tremblay, Patricia Paquin, Richard Martineau, Gino Chouinard, Yves P. Pelletier, et Ghislain Taschereau.
Aussi en 2019, Samian sort l'album Le Messager, que Leroux réalise. Samian n'avait pas sorti d'album depuis cinq ans. Réunis, ils continuent à faire de la musique engagée pour les causes autochtones. Samian a dit que pour cet album, il voulait que cela ressemble à la passion du hip-hop qu'il partage avec Leroux.

### Travail actuel (2020 à aujourd'hui)
En 2020, Leroux fait partie de la direction de la onzième édition du Gala des prix Numix. Cette même année, il devient chroniqueur pour l'émission Montréal dans ta pipe. Aussi il obtient le travail de compositeur pour l'émission L'effet secondaire, un travail qu'il maintien jusqu'à la finale du programme en 2022[réf. nécessaire].
Au mois de mars 2023, Leroux et son groupe Lionel Groove sortent un album éponyme qui incarne une fusion musicale, mélangeant des éléments de disco, de funk et de rap. Sam Faye et Leroux sont les forces motrices derrière le groupe.
En août 2023, Leroux et Paul Cargnello collabore et sortent l'album This is a Change. L'album marque une fusion de genres, où Cargnello chante, rappe et joue de la guitare, tandis que Leroux crée des rythmes boom-bap et scratches. La critique de Philippe Renaud du journal Le Devoir donne à l'album une note de trois étoiles et demi sur cinq. Il souligne les thèmes engagés, les lignes de basse inspirées, l'énergie musicale pertinente de l'album et témoigne de son succès dans cette exploration musicale novatrice. Renaud note également que l'album se démarque délibérément des tendances contemporaines, ce qui en fait une expérience artistique audacieuse.
Cette même année, Leroux collabore avec le groupe new-yorkais Lordz of Brooklyn et sortent le single As Long As I Write en hommage à l'art du graffiti. Cette collaboration a été rendue possible grâce à l'intermédiaire d'un ami publiciste, qui l'a mis en relation avec Kaves, la tête principale du groupe. Leroux, impressionné par les talents d'artiste-peintre et graffiti de Kaves, dit que « l'un des plus grands honneurs que j'ai jamais reçus, d'avoir l'opportunité de réaliser ma première collaboration américaine avec les légendaires Lordz of Brooklyn, d'autant plus que Kaves a conçu la pochette ».
Aussi en 2023, le Musée de la civilisation a présenté une exposition sur la scène hip-hop du Québec, mettant en lumière son impact culturel sur la région. L'exposition mettait en vedette l’équipement de Leroux de ses débuts et le reconnaissait comme une figure fondatrice de la culture hip-hop québécoise.
Le 15 novembre 2024, Leroux sort la compilation La Pièce de collection, dont l'objectif est de célébrer ses trente ans de carrière. Elle contient 12 morceaux, qu'il considère parmi ses meilleurs.

## Discographie partielle

### Albums
- 2001: Narkotik sonore
- 2018: Grosso modo - avec Seba et Horg
- 2023: Lionel Groove - avec Lionel Groove
- 2023: This is a Change - en collaboration avec Paul Cargnello

### Compilations
- 2012: Printemps érable
- 2024: La pièce de collection

### Singles
- 2023: "As Long As I Write" - en collaboration avec Lordz of Brooklyn

### Réalisation
- 1997: Karnageez n' Kombinn Lakaill - de KZ Kombination
- 2005: Un gars de même  - de Sir Pathétik
- 2007: Face à soi-même - de Samian
- 2009: Rester Vrai - de Mathieu Lacroix [citation nécessaire]
- 2010: Et7era - de Anodajay
- 2011: Face à la musique - de Samian
- 2014: Enfants de la terre - de Samian
- 2014: Radiothérapie - de Dramatik
- 2019: Le Messager - de Samian

### Artiste invité
- 2004: Damien - Moi et les miens (sur l'album Damien)
- 2006: C-drik - Hip Hop (sur l'album Mon Show Réalité Épisode 1) - Incluant B.D.S. et Sola
- 2013: D-Track - L'union fait l'écorce (sur l'album Abris-Tempos)

## Filmographie

### Acteur

#### Cinéma
- 1987: La Grenouille et la Baleine - Alexandre

- 1996: Le Cri de la nuit - Nathael

#### Télévision
- 1985 - 1987: Paul, Marie et les Enfants - Gabriel
- 1988: Charamoule - Role multiples
- 1991 - 1992: Watatatow - Bérubé
- 1990: Les filles de Caleb - Mage Jaune
- 2001: Si la tendance se maintient - Voleur
- 2007: Bob Gratton : Ma vie, My Life - Dj

### Chroniqueur
- 2020 à aujourd'hui: Montréal dans ta pipe

### Compositeur
- 2014: Les Sceaux D'Utrecht
- 2020 - 2022: L'effet secondaire